# Acacia grandiflora
Acacia grandiflora é uma espécie de leguminosa do gênero Acacia, pertencente à família Fabaceae.